# Sophronica vitticollis
Sophronica vitticollis là một loài bọ cánh cứng trong họ Cerambycidae.